# BMW Serie 1
La BMW Serie 1 è un'autovettura di segmento C prodotta dalla casa automobilistica tedesca BMW in quattro serie: la prima, siglata E87, è stata prodotta a partire dal 2004; la seconda, siglata F20, è stata introdotta nel 2011 e commercializzata fino all'estate del 2019, quando è stata sostituita dalla terza generazione, nota con la sigla F40, mentre dal 2024 è arrivata la quarta serie con la sigla F70.
La Serie 1 è stata introdotta in sostituzione della Serie 3 Compact, rispetto alla quale ha riscosso un successo di vendite superiore.

## Prima serie (E87, 2004-2013)
La E87 è stata la prima delle Serie 1: disegnata da Chris Bangle, ha esordito con carrozzeria berlina 2 volumi a 5 porte, per poi estendere la sua gamma anche alla 3 porte (E81), alla coupé a 3 volumi (E82) e alla cabriolet (E88). Sulla base della coupé è stata realizzata nel 2011 una versione ad alte prestazioni denominata 1 M Coupé.

## Seconda serie (F20, 2011-2019)
Presentata nel giugno 2011, ha cominciato ad apparire nei listini il mese successivo, a partire dal quale era già ordinabile. È stata presentata al grande pubblico al Salone di Francoforte dello stesso anno. In un secondo momento è subentrata anche la variante a 3 porte (F21). Questa è stata l'ultima BMW di segmento C a trazione posteriore.

## Terza serie (F40, 2019-2024)
Svelata nel maggio 2019, la terza generazione della Serie 1 è stata immessa nei mercati europei a partire dal mese seguente, sebbene l'avvio della commercializzazione sia stato fissato per il settembre dello stesso anno. La nuova Serie 1 F40 condivide il pianale e la meccanica con la più recente edizione della Mini e con tutti i modelli BMW tecnicamente imparentati con essa, e cioè i due SUV compatti X1 e X2 e le monovolume Serie 2 Active Tourer e Grand Tourer. Per questo motivo, la terza generazione della Serie 1 è caratterizzata dalla trazione anteriore e non posteriore e dal motore trasversale e non più longitudinale; viene proposta solo con carrozzeria a 5 porte.

## Quarta serie (F70, dal 2024)
Presentata ufficialmente il 4 giugno 2024, la quarta generazione è stata commercializzata a partire dal mese di luglio seguente. La nuova generazione è realizzata mantiene la stessa piattaforma della serie precedente (UKL2) ma è più lunga di circa 4 cm e più alta di 2,5 cm. Anch'essa viene proposta solo con carrozzeria a 5 porte.

## Galleria d'immagini
| BMW E87 | BMW E81 | BMW E82   | BMW E88   | BMW F20   | BMW F21   | BMW F40   | BMW F70  |
| ------- | ------- | --------- | --------- | --------- | --------- | --------- | -------- |
|         |         |           |           |           |           |           |          |
| 2004-11 | 2007-12 | 2007-2013 | 2008-2013 | 2011-2019 | 2012-2019 | 2019-2024 | dal 2024 |